# أونير تونجير
أونير تونجير (بالتركية: Onur Tuncer)‏ (19 فبراير 1984 بإزميد في تركيا - ) هو لاعب كرة قدم تركي في مركز الوسط. شارك مع منتخب تركيا تحت 21 سنة لكرة القدم. أما مع النوادي، فقد لعب مع أضنة دمير سبور وأنطاليا سبور وأوردو سبور وإسطنبول سبور وبوجاسبور وبولو سبور وسيفاسبور وغازي عنتاب بي.بي.كي ونادي فنربخشة ويني ملطية سبور وMardinspor ‏ ونادي فناربخشه وFenerbahçe S.K. U21 ‏.

## روابط خارجية
- أونير تونجير على موقع اتحاد تركيا (لاعب) (الإنجليزية)
- أونير تونجير على موقع قاعدة بيانات كرة القدم.إي يو (الإنجليزية)
- أونير تونجير على موقع عالم كرة القدم.نت (الإنجليزية)